# Joseph Fouché
Pour les articles homonymes, voir Fouché.
Joseph Fouché, dit Fouché de Nantes, duc d'Otrante, comte Fouché, est un homme politique français, né le 21 mai 1759 au Pellerin, près de Nantes, et mort le 26 décembre 1820 à Trieste, alors possession italienne de l'Empire autrichien. Personnage complexe qui a fasciné de nombreux auteurs, Fouché est particulièrement connu pour son implication dans la répression violente de l'insurrection lyonnaise en 1793, et pour avoir été ministre de la Police sous le Directoire, le Consulat, l'Empire et la Seconde Restauration.

## Biographie

### Années de jeunesse et de formation (1759-1792)

#### Une famille de gens de la mer
Joseph Fouché est le fils de Marie-Adélaïde Croizet (1720-1793), fille d'un fabricant de poulies pour navires, et de Julien Joseph Fouché père (1719-1771), capitaine de navire, fils d'un marin breton et petit-fils d'un charpentier de marine. Installée près de Nantes, et d'origine modeste, sa famille connaît une première et récente ascension sociale grâce à la carrière de son père. Ce dernier, qui commence comme matelot de 2e classe, finit capitaine de marine marchande et commandant d'un brick négrier, à une époque où le commerce triangulaire est en plein essor en France, particulièrement depuis le port de Nantes. Les revenus générés par les expéditions négrières lui permettent même d'acheter une plantation à Saint-Domingue, dans laquelle travaillent des esclaves noirs. Joseph Fouché père décède le 10 mars 1771 au retour d'un voyage de traite. Son fils n'a alors que 12 ans.
L'acte de naissance de Joseph Fouché fils, daté du 23 mai 1759 au Pellerin, en Loire-Atlantique, indique : « Fils de Joseph Fouché, capitaine de navires, et de Marie Françoise CROUZET (AD 44), parrain François GOUY marraine demoiselle Jeanne CROUZET ».

#### Élève puis enseignant à l'Oratoire
Ayant d'abord envisagé de faire la même carrière de capitaine que son père, il en est empêché par sa santé fragile. Il entre alors au séminaire de l'Oratoire de Nantes où il reçoit les ordres mineurs ; les idées répandues chez les Oratoriens sont celles des Lumières, et il en ressort athée. En 1782 il devient professeur de sciences — il est considéré comme un bon professeur — au collège de l'Oratoire de Niort, puis enseigne dans les collèges de Vendôme, Saumur, Juilly et Arras en 1788.
C'est à Arras qu'il fait la connaissance de Robespierre à l'académie des Rosati, société littéraire et loge para-maçonnique. Il devient franc-maçon dans la loge Sophie-Madeleine-Reine de Suède d'Arras en 1789 et ne quittera jamais la maçonnerie, puisque entre 1805 et 1810 il est membre de la loge Les Citoyens réunis (devenue ensuite Les Cœurs unis) de Melun, ainsi que, de 1805 à 1813, grand officier d'honneur et grand conservateur de la Grande Loge symbolique générale du Grand Orient de France.
Il est préfet des études chez les Oratoriens de Nantes lorsqu'éclate la Révolution française. Il en embrasse la cause avec ardeur, et, en septembre 1792 il est élu député à la Convention de la ville de Nantes.

### Révolution française (1792-1799)

#### En mission dans l'Ouest et le Centre
À la Convention, il fait partie du comité d'instruction publique. Il appartient au parti des Girondins, avant de voter la mort lors du procès de Louis XVI et de basculer vers les bancs des Montagnards.
Fouché est envoyé en mission dans l'Ouest et le Centre, et devient un propagandiste ardent de l'esprit révolutionnaire, organisant la Garde nationale à Nantes, et recrutant des volontaires contre les vendéens.
Il effectue une intense entreprise de déchristianisation de la Nièvre et de l'Allier. C'est au cours de ses missions dans le Centre et la Bourgogne que se manifesteront certaines dérives : destructions d'églises, croix brisées, pillages de trésors d'églises, autodafés de livres pieux et de vêtements sacerdotaux, etc.
Selon Emmanuel de Waresquiel, ces écarts eurent pour conséquence en partie la renaissance catholique de la Restauration et du Second Empire.

#### Le «mitrailleur de Lyon» (1793-1794)
Sur proposition de Barère, Jean-Marie Collot d'Herbois et Montaut sont nommés par la Convention pour remplacer Dubois-Crancé, qui avait pourtant déjà pris le contrôle de l'insurrection lyonnaise.
Fouché, alors dans la Nièvre, est prié de les rejoindre le 30 octobre 1793 : « Le salut de la patrie vous appelle à Ville-Affranchie, partez, votre patriotisme nous répond de votre zèle et de la fermeté avec laquelle il faut opérer dans cette ville rebelle. » Et il lui conseille de rapporter discrètement son arrêté ordonnant de verser aux comités de surveillance l'or et l'argent monnayés, manière d'en laisser la destination à sa discrétion.
Fouché est ainsi chargé de faire exécuter le décret qui ordonnait la destruction de la ville de Lyon, et il encourage les cruautés qui furent commises alors. A cette occasion, il gagne le surnom de « mitrailleur de Lyon », pour avoir substitué à la guillotine, jugée trop lente, l'exécution de masse des habitants jugés suspects par la mitraille (des canons tiraient sur des groupes de plusieurs dizaines de condamnés). 1 683 Lyonnais sont tués, victimes de la répression de Fouché. Le 2 frimaire (22 novembre), il écrit avec Collot d'Herbois, à la Convention :
« On n'ose pas encore vous demander le rapport de votre premier décret sur l'anéantissement de la ville de Lyon, mais on n'a presque rien fait jusqu'ici pour l'exécuter. Les démolitions sont trop lentes, il faut des moyens plus rapides à l'impatience républicaine. L'explosion de la mine et l'activité dévorante de la flamme peuvent seules exprimer la toute-puissance du peuple. Sa volonté ne peut être arrêtée comme celle des tyrans, elle doit avoir les effets du tonnerre. Signé Collot d'Herbois et Fouché. »
Dans l'exercice de son mandat, Fouché est aussi accusé de dilapidations et de détournements. Ainsi, cet arrêté pris par lui et son collègue Albitte :
« Les représentants du peuple envoyés à Commune affranchie pour y assurer le bonheur du peuple requièrent la commission des séquestres de faire apporter chez eux deux cents bouteilles du meilleur vin qu'ils pourraient trouver, et en outre, cinq cents bouteilles de vin rouge de Bordeaux, première qualité, pour leur table. »
Rappelé à Paris le 7 germinal (27 mars 1794), Fouché réintègre la Convention le 17 germinal (8 avril), qui renvoie son rapport au comité de salut public. L'ex-représentant en mission justifie alors la violence de la répression lyonnaise en disant que « le sang du crime féconde le sol de la liberté et affermit sa puissance ». Robespierre aurait battu froid Fouché lors d'une entrevue privée à en croire les mémoires de Charlotte Robespierre, texte publié quarante ans après les faits afin de réhabiliter son frère Maximilien en campant celui-ci comme « doux, compatissant et martyr. ». À l'encontre de cette « tradition, soigneusement entretenue par certains historiens en général favorables à l'action de Robespierre », l'historien Michel Biard relève que le Comité en général et l'Incorruptible en particulier ne sont pas hostiles à la sévère répression lyonnaise, comme l'attestent divers écrits de Robespierre : une lettre « qui stigmatise [la] trop grande indulgence » des précédents représentants en mission envoyés à Lyon, et deux discours, l'un non daté (contre Fabre d'Églantine) et l'autre du 23 messidor an II.
Par la suite, après le reflux de la Terreur, Fouché cherche à rejeter la faute sur Collot d'Herbois[réf. nécessaire].
Se justifiant devant les Jacobins, il parvient à se faire élire à la présidence du club le 16 prairial (4 juin), en l'absence de Robespierre. Toutefois, quand des délégations de Nevers et du Morvan viennent accuser Fouché, Robespierre l'attaque ouvertement aux Jacobins. Chassé des Jacobins le 24 prairial (12 juin) sous l'influence de Robespierre, Fouché sait alors, comme il l'écrira dans ses Mémoires, « qu’il avait l’honneur d’être inscrit sur ses tablettes à la colonne des morts ».
Se battant avec énergie pour sauver sa vie, il participe activement au complot qui aboutit à la chute de Robespierre et joue un rôle décisif, au cours de la nuit du 8 au 9 thermidor, dans les négociations avec les chefs de la Plaine, leur promettant la fin de la Terreur pour prix de leur alliance.

#### De 1795 à 1799
Après le 9-Thermidor, marginalisé, il est durement attaqué à la Convention le 27 thermidor an III (14 août 1795) où Jean-Marie François Merlino prend sa défense. Il se rapproche de Gracchus Babeuf qui a formé un groupe d'opposition aux Thermidoriens. Menacé après les insurrections du 12 germinal et du 1er prairial an III, il obtient la protection de Barras et bénéficie de l'amnistie de brumaire an IV.
Discrédité, sans emploi, il vit quelque temps d'expédients. Chargé d'une mission dans les Pyrénées-Orientales pour la délimitation des frontières franco-espagnoles, il est employé ensuite par le Directoire dans sa police secrète. Puis il fait des affaires avec les banquiers Ouvrard et Hainguerlot, et obtient, grâce à Réal, une participation dans une compagnie de fournisseurs aux armées.
Représentant du Directoire en République cisalpine — où son comportement, comme à Lyon, Nevers et Moulins, est des plus douteux (enrichissement personnel) — puis en Hollande, il devient ministre de la Police le 2 thermidor an VII (20 juillet 1799).

### Ministre de la police durant le Consulat et l’Empire

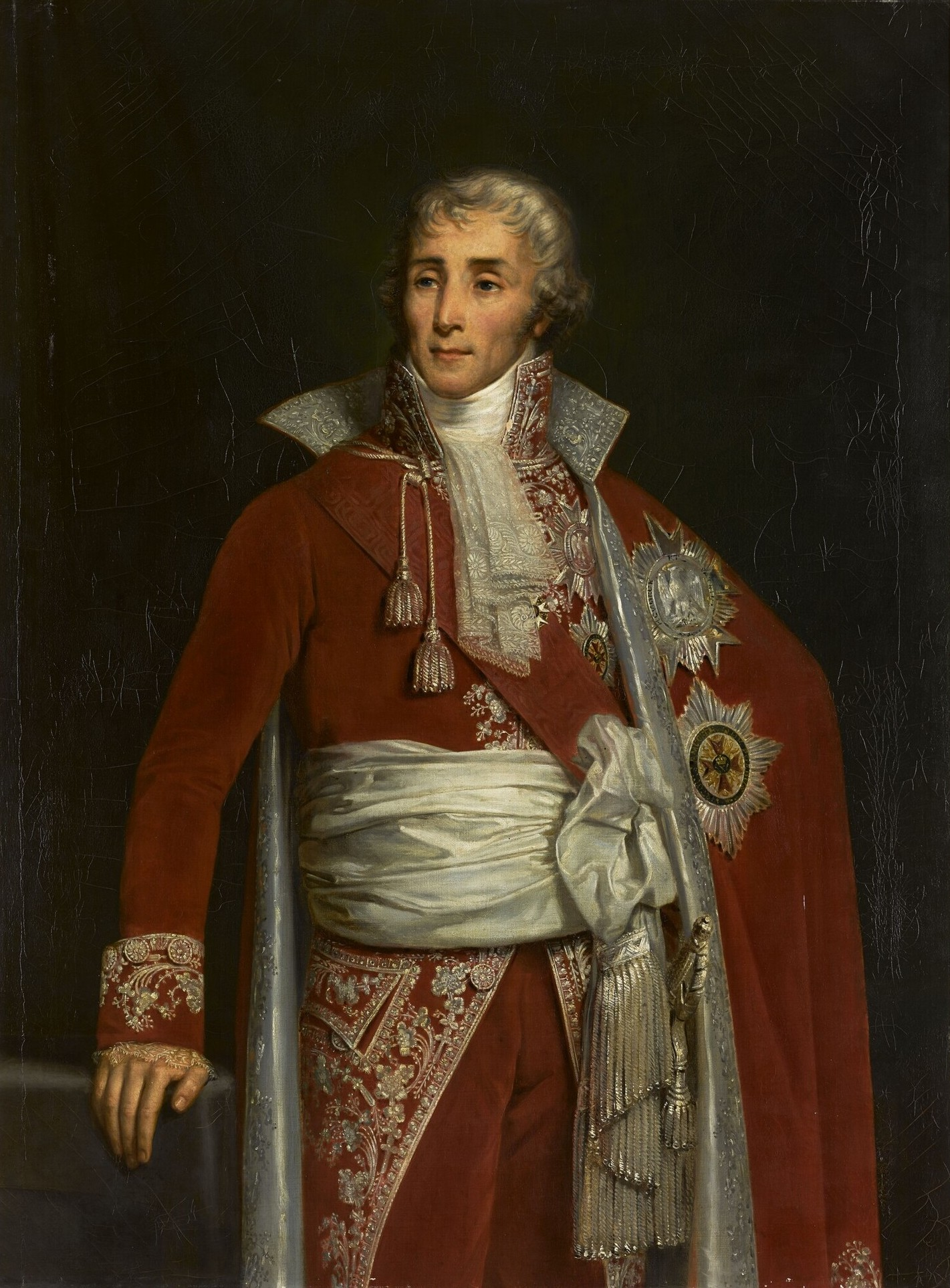
Joseph Fouché, duc d'Otrante.

Il déploie dans ce poste une grande activité, ainsi qu'une sagacité rare, et rend service à Napoléon Bonaparte lors du coup d'État du 18 brumaire an VIII (9 novembre 1799), ne prenant aucune mesure contre lui.
En qualité de ministre de la Police, il fait arrêter les Directeurs lors du coup d'État du 18 Brumaire. Sans avoir confiance en sa probité, le Premier Consul le maintient dans son poste et il obtient ainsi son portefeuille de ministre, ministère qu'il réorganise, cumulant la direction de la police et celle de la gendarmerie.
Fouché, parvenu de l'Empire, se distingue par son cynisme et ses abus de pouvoir dans la gestion du médiatique enlèvement du sénateur de Ris, dans laquelle il fit condamner deux innocents pour se sauver. Deux gentilshommes royalistes, le marquis de Canchy et le comte de Mauduison, sont accusés à tort par Fouché. En effet, Fouché avait, quelques années auparavant, embrassé une fille de force dans une auberge. Canchy et Mauduison, nobles et élégants, avaient sauvé cette jeune femme, couvrant de honte ce Fouché qui n'était encore à cette époque ni parvenu ni ministre. La rancœur personnelle que Fouché leur avait conservée les fit condamner à mort.
Il prouve que l'attentat de la rue Saint-Nicaise (1800) est le fait des royalistes, alors que Bonaparte est persuadé de la culpabilité des républicains jacobins. Décidé néanmoins à donner des gages au Premier Consul, il fait arrêter et interroger plusieurs anciens « septembriseurs » durant l'enquête.
En 1802, alors que Bonaparte cherche à obtenir le pouvoir à vie, Fouché tente de manœuvrer le Sénat contre celui-ci. Inquiet de sa puissance, Bonaparte supprime son ministère le 26 fructidor an X (13 septembre 1802), après des critiques de Talleyrand, son ennemi de toujours, et des frères de Bonaparte. Il conserve un rôle dans l'arrestation de Pichegru, Moreau et du duc d'Enghien.
À titre de compensation, Napoléon lui offre un siège au Sénat conservateur, la sénatorerie d'Aix et un million deux cent mille francs de gratification.
Il redevient ministre de la Police en juillet 1804 et le reste jusqu'en juin 1810. Comte d'Empire en 1808, il est fait duc d'Otrante en 1809 pour sa gestion remarquable de l'Empire en l'absence du souverain. Joseph Fouché et Charles-Maurice de Talleyrand-Périgord étant fâchés, c'est Alexandre Maurice Blanc de Lanautte (1754-1830), comte d'Hauterive, qui les raccommoda au cours d'un déjeuner qu'il organisa en 1809, dans sa maison de campagne à Bagneux près de Paris.
Fouché est à nouveau disgracié, pour avoir essayé de soumettre des propositions de paix avec l'Angleterre auprès du ministre Arthur Wellesley. Il fomente alors un complot, avec pour complice Talleyrand, pourtant son rival de toujours. Il subit la colère de Napoléon comme Talleyrand en janvier 1809 pour avoir entamé des pourparlers secrets avec la Grande-Bretagne, il est alors disgracié (1810).

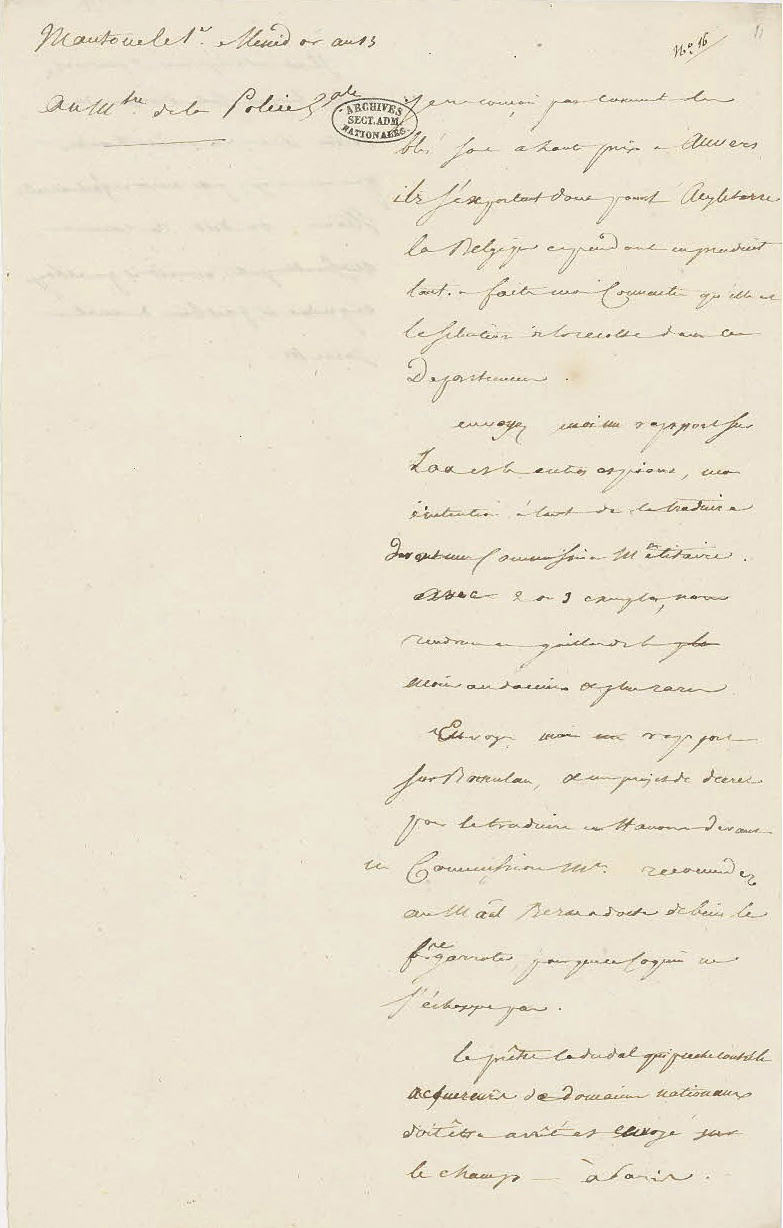
Minute d’une lettre de Napoléon Ier à Joseph Fouché, lui enjoignant de rédiger un rapport contre l’espion André Làa et ses complices.
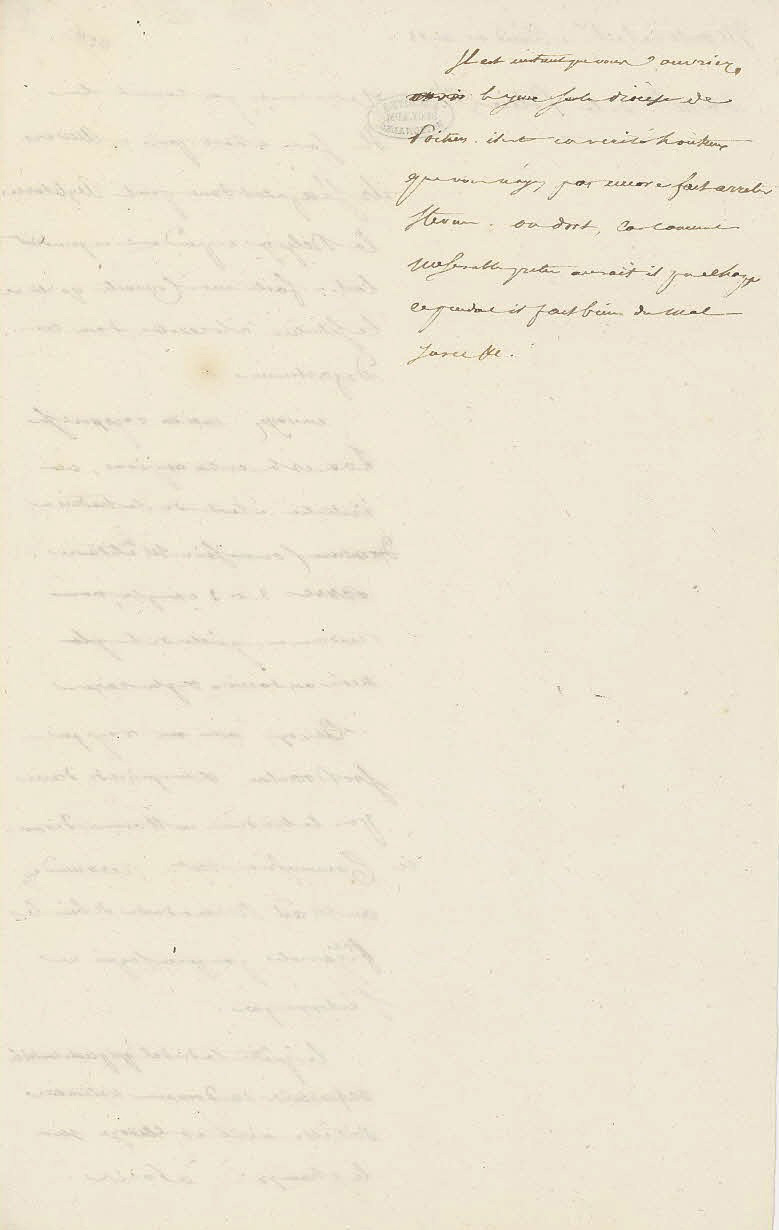
Mantoue, 19 juin 1805. Archives nationales de France.

Après la campagne de Russie, il est nommé, à la faveur d'un retour en grâce, gouverneur des Provinces illyriennes en 1813, poste fort difficile. Une fois dans les Provinces, il y montre de la modération, il y plaide pour l'abolition totale du servage, joue pleinement son rôle de gouverneur, en organisant des réceptions pour les notables locaux, et en s'intéressant aux problèmes de la population. Il ne s'enfuit de Laibach (aujourd'hui Ljubljana) que quelques jours avant l'arrivée des Autrichiens, pour continuer à faire croire à la population qu'il n'y a pas lieu de s'inquiéter.
Fouché trahit de nouveau l'Empereur avec Joachim Murat en 1814, et se trouve à Paris pour offrir au comte d'Artois (le futur Charles X) la lieutenance générale du royaume après la défaite impériale. Toutefois, il refuse les offres d'emploi de la monarchie rétablie, qui tente alors de le faire arrêter. Soupçonné de comploter avec les républicains durant la première Restauration, il retrouve le ministère de la Police lors des Cent-Jours, tout en ménageant les royalistes.

### L'homme-clef des Cent-Jours
Étant à nouveau ministre de la Police pendant les Cent-Jours, il manœuvre pour préparer la transition, prévoyant la défaite impériale. Il est alors l'homme-clé du gouvernement, l'Empereur étant au combat.
Après la défaite de Waterloo, il devient président du gouvernement provisoire et négocie avec les puissances alliées, dont l'Angleterre. Il manipule les républicains et les monarchistes, négocie avec les forces diverses qui déchirent le pays, pour maintenir l'ordre et la continuité de l'État.
Jugeant que la monarchie est le régime qui permettra au mieux à la France de retrouver sa souveraineté, il remet sur le trône Louis XVIII, et, le 9 juillet 1815, il devient son ministre.

« Ensuite, je me rendis chez Sa Majesté : introduit dans une des chambres qui précédaient celle du roi, je ne trouvai personne ; je m'assis dans un coin et j'attendis. Tout à coup une porte s'ouvre : entre silencieusement le vice appuyé sur le bras du crime, M. de Talleyrand marchant soutenu par M. Fouché ; la vision infernale passe lentement devant moi, pénètre dans le cabinet du roi et disparaît. Fouché venait jurer foi et hommage à son seigneur ; le féal régicide, à genoux, mit les mains qui firent tomber la tête de Louis XVI entre les mains du frère du roi martyr ; l'évêque apostat fut caution du serment. »

— François-René de Chateaubriand, Mémoires d'outre-tombe
Une cabale puissante des anciens émigrés est alors déclenchée contre lui. Le roi le nomme, pour l'éloigner, ambassadeur à Dresde (Royaume de Saxe).

### Fin de vie
Il est frappé par la loi du 12 janvier 1816 pour avoir tout à la fois voté la mort de Louis XVI et accepté une fonction pendant les Cent-Jours. Il est à ce titre exilé en tant que régicide ; il aurait alors éprouvé le besoin de publier une sorte de plaidoyer pro domo justifiant son action politique, mais dans une certaine indifférence en France ; « L'insupportable tombeau du pouvoir, c'est celui-là : être oublié. Le temps vous a mangé » (Jean-François Deniau à propos de la biographie de Fouché par Stefan Zweig, Survivre, 2004).
Il meurt en exil à Trieste en 1820, assisté par le prince Jérôme Bonaparte qui, sous ses ordres et sa surveillance, brûle, durant cinq heures, tous ses papiers, très compromettants pour lui et pour beaucoup ; cet autodafé fit disparaître une partie de l'histoire du Directoire, du Consulat et du Premier Empire.

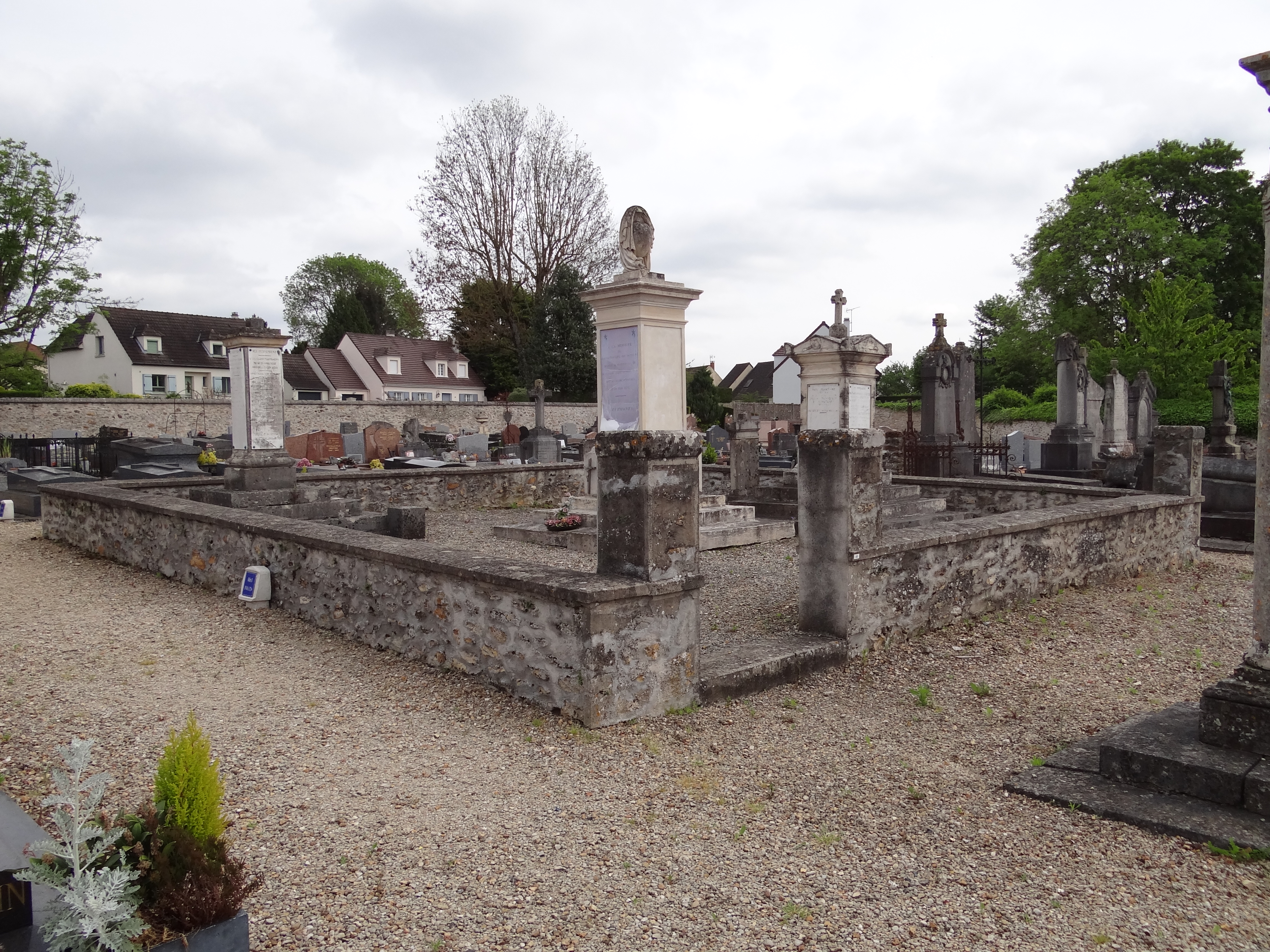
La sépulture de Joseph Fouché au cimetière de Ferrières-en-Brie.

Le 14 juin 1875, ses cendres sont transférées au cimetière de Ferrières-en-Brie, en Seine-et-Marne, où il avait acheté un château qui sera plus tard la propriété du baron Guy de Rothschild.
Les papiers personnels de Fouché sont conservés aux Archives nationales sous la cote 187AP.

### Mémoires de Fouché
On a fait paraître sous son nom en 1824 des Mémoires, d'un certain intérêt sur le plan historique, mais déclarées apocryphes par sa famille qui, protégée par le maréchal Bernadotte, devenu roi de Suède, deviendra suédoise (seul titre ducal non suédois de Suède). Toutefois, à la suite des travaux de Louis Madelin, Michel Vovelle pense que ces Mémoires sont probablement de la main de Fouché.

## Caractère de Fouché
Fouché, dont la carrière apparaît comme une suite d'intrigues, d'abus et de trahisons, possédait une présence d'esprit, un sang-froid et un aplomb remarquables.
Il sut, d'autre part, protéger bon nombre de Montagnards de la vindicte consulaire et impériale : il empêcha l'exil de Bertrand Barère, montra l'inanité des accusations pesant sur l'ancien directeur Paul Barras, sauva la tête de Florent-Guiot compromis dans la conspiration du général Malet, fit accorder des pensions à Charlotte de Robespierre, sœur de Robespierre dont il était amoureux, et à la veuve de Collot d'Herbois, témoignant ainsi de son attachement sinon à des principes, du moins à certaines amitiés contractées durant la Révolution.
Il faut aussi souligner un important rôle facilitateur dans le retour des émigrés nobles sous le Consulat : ainsi Chateaubriand écrit à propos de son retour à madame de Staël « Fouché a été très bien dans mon affaire et même à peu près le seul », il souhaitait se créer une clientèle d'obligés en même temps que se ménager des entrées dans la haute noblesse mais aussi être protégé lors d'un éventuel retour de la royauté toujours possible.

## Ministères
- Ministère de la police (20 juillet 1799 - 13 septembre 1802 ; 10 juillet 1804 - 3 juin 1810 ; 20 mars - 22 juin 1815 ; 7 juillet - 26 septembre 1815)
- Ministère de l'Intérieur (29 juin - 1er octobre 1809)

Au début des Cent-Jours, lassé du ministère de la Police, Fouché demandera à devenir ministre des Affaires étrangères, mais Napoléon préférera nommer à ce poste le général Caulaincourt.

## Décorations
- Légion d'honneur ( Empire français) :
  - Légionnaire (9 vendémiaire an XII (2 octobre 1803), en qualité de sénateur), puis,
  - Grand officier (25 prairial an XII (14 juin 1804), en même qualité), puis,
  - Grand aigle de la Légion d'honneur (13 pluviôse an XIII (2 février 1805), qualité de sénateur, ministre d'État) ;
- Chevalier de l'Ordre royal de l'Aigle d'Or ( Royaume de Wurtemberg) [23] (devenu depuis l'Ordre de la Couronne de Wurtemberg)

Source« Cote LH/1006/86 », base Léonore, ministère français de la Culture

## Armoiries
| Figure | Blasonnement |
|        | Armes du comte Fouché et de l'Empire (24 avril 1808), Sénateur (28 fructidor an X : Sénatorerie d'Aix), Ministère de la police (1799-1802, 1804- 1810, 20 mars - 22 juin 1815, 7 juillet - 26 septembre 1815), Ministère de l'Intérieur (29 juin - 1er octobre 1809), Légionnaire (2 octobre 1803), puis, Grand officier (25 prairial an XII : 14 juin 1804), puis, Grand aigle de la Légion d'honneur (2 février 1805), D'azur, à une colonne d'or, accolée d'un serpent du même, accompagné de cinq mouchetures d'hermine d'argent (2, 2 et 1) ; au canton des Comtes Ministres. |
|        | 1er duc d'Otrante et de l'Empire (15 août 1809), D'azur à la colonne d'or, accolée d'un serpent du même, semé de cinq mouchetures d'hermine d'argent, deux deux, et une ; au chef des ducs de l'Empire brochant., |

## Descendance de Joseph Fouché
Joseph Fouché épousa en 1792 Bonne-Jeanne Coiquaud (1763-1812), fille d'un notaire nantais. De cette union naquirent :
- Nièvre Fouché (1793-1794)
- Joseph-Liberté Fouché (1796-1862), 2e duc d'Otrante, épousa Elisabeth-Baptiste-Fortunée Collin, fille du comte de Sussy
- Armand Fouché (1800-1878), 3e duc d'Otrante
- Athanase Fouché (1801-1886), 4e duc d'Otrante
- Joséphine-Ludmille Fouché (1803-1893)

Parmi ses descendants figure Virginie Coupérie-Eiffel, mariée en 1985 au chanteur Julien Clerc.
Veuf, Joseph Fouché épousera en 1815 Gabrielle-Ernestine de Castellane (1788-1850). Aucun enfant ne naîtra de cette union. Gabrielle-Ernestine s'occupera de quelques-uns des enfants nés de la première union de son mari.

## Dans les arts et la culture populaire

### Littérature
La postérité ne lui a pas été favorable : aucune rue en France ne porte le nom de Joseph Fouché à ce jour. Cependant le personnage a beaucoup fasciné les romanciers. Stefan Zweig lui a consacré une copieuse biographie. Honoré de Balzac lui a plusieurs fois attribué le rôle du « méchant » (Les Chouans, Une ténébreuse affaire) et selon Zweig, Balzac aurait été le seul à reconnaître son génie tortueux. Dans Le Chevalier de Sainte-Hermine d'Alexandre Dumas, il est décrit comme une hydre, un être laid et malfaisant.
Joseph-Liberté Fouché, l'un des fils de Joseph Fouché, souhaitant se démarquer de son père, a dilapidé sa fortune après sa mort. Au point qu'il négociera auprès de son notaire, à qui il devait de l'argent, une remise de dette en échange d'une partie des archives de son père.
Après la biographie de Louis Madelin datant de 1901 et couronnée par l'Académie française, l'écrivain Stefan Zweig s'intéresse surtout aux ressorts psychologiques de Fouché tandis que l'historien Jean Tulard, spécialiste du Premier Empire, apporte sa connaissance de l'épopée napoléonienne pour décrire les relations entre l'empereur et son ministre. L'historien Julien Sapori a constitué, en avril 2010 une "Société d'Études sur Fouché et son temps" avec une douzaine d'autres historiens, dont Bernard Hautecloque, Michel Kerautret, Michelle Sapori, Éric Vial, etc. Leur but est, sinon de réhabiliter Fouché, du moins de combattre sa légende noire en replaçant ses actes dans leur contexte. L'autre but de cette société est aussi la rédaction, et la publication d'un Dictionnaire Fouché, destiné à éclairer tous les aspects de la vie du personnage et de son époque[source secondaire souhaitée].
En 2014, Emmanuel de Waresquiel publie une biographie intitulée Fouché : les silences de la Pieuvre après découverte de nouveaux fonds d'archives. Il y aborde le contexte familial de Fouché ainsi que les aspects psychologiques du personnage, entrant parfois en désaccord avec d'autres historiens.

### Théâtre

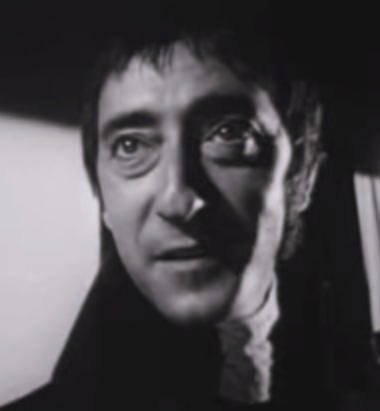
L'acteur Arnold Moss interprétant Fouché dans Le Livre noir, film d'Anthony Mann (1949).

La pièce de théâtre Le Souper, de Jean-Claude Brisville, écrite en 1989, relate un souper — peut-être imaginaire  — entre Fouché et Talleyrand, la veille du retour de Louis XVIII sur le trône, le 6 juillet 1815. Cette pièce à succès (critique et public) a été adaptée au cinéma en 1992 par Édouard Molinaro, avec les deux mêmes interprètes : Claude Brasseur dans celui de Fouché et Claude Rich dans le rôle de Talleyrand (Rich obtint le César du meilleur acteur en 1993 pour son interprétation de Talleyrand).
Au théâtre encore, dans la comédie Madame Sans-Gêne, de Victorien Sardou et Émile Moreau, Fouché est l'un des principaux protagonistes.

### Filmographie
Le personnage apparaît aussi dans plusieurs films qui dépeignent son rôle sous l'Empire Français ainsi que sous la restauration et les manigances avec Talleyrand et d'autres contemporains.

#### Cinéma
- 1911 : Madame Sans-Gêne d'André Calmettes et Henri Desfontaines avec Maurice Rablet ;
- 1914 : Napoleone, epopea napoleonica d’Edoardo Bencivenga avec Umberto Scalpellini ;
- 1920 : Madame Récamier (Des grossen Talma letzte Liebe) de Joseph Delmont avec Hermann Böttcher ;
- 1922 : 
  - La Fille de Napoléon de Friedrich Zelnik avec Heinrich Peer ;
  - L’Aiglonne d’Émile Keppens et René Navarre avec André Marnay ;
- 1927 : La chasse sauvage de Lützow. Le destin héroïque de Theodor Körner et son dernier amour (Lützows wilde verwegene Jagd. Das Heldenschicksal Theodor Körners und seine letzte Liebe) de Richard Oswald avec Carl Zickner ;
- 1928 : Madame Récamier de Gaston Ravel et Tony Lekain avec Edmond van Daële ;
- 1935 : Les Cent jours de Franz Wenzler avec Gustaf Gründgens ;
- 1947 : Les Chouans d'Henri Calef avec Jean Marais, Madeleine Robinson
- 1949 : Le Livre noir d'Anthony Mann, interprété par Arnold Moss ;
- 1953 : Die Wäscherin des Herrn Bonaparte de Michael Kehlmann avec Willy Maertens ;
- 1958 : Le Mystérieux Enlèvement du sénateur Clément de Ris de Stellio Lorenzi avec Renaud Mary ;
- 1964 : 
  - Les Grands Caméléons (I grandi camaleonti) d’Edmo Fenoglio avec Raoul Grassilli ;
  - Une journée de l’Empereur de Jean Pignol avec Charles Millot ;
  - Catch as Catch Can de David Benedictus avec Robert Helpman ;
- 1967 : Waterloo de Jirí Belka avec Radovan Lukavsky ;
- 1968 : Madame Sans-Gêne (Die schöne Wäscherin) de Günter Gräwert avec Arno Assmann ;
- 1969 : Waterloo de Jirí Weiss avec Friedrich W. Bauschulte ;
- 1970 : Der Polizeiminister Joseph Fouché, 1759-1820 de Günter Gräwert, interprété par Ferdy Mayne ;
- 1971 : El primer amor de Desirée de Manuel Aguado avec Ricardo Lucía ;
- 1972 : Le Comte de Lavalette de Jean-Pierre Decourt avec Hubert de Lapparent ;
- 1974 :
  - Madame Sans-Gêne de Georges Folgoas et Michel Roux avec Alain Mottet ;
  - Napoleon and Love de Philip Mackie avec John Franklyn-Robbins ;
  - Cadoudal de Guy Seligmann avec Marcel Lupovici ;
  - Amoureuse Joséphine de Guy Lessertisseur avec Jacques Castelot ;
- 1977 :Les Duellistes de Ridley Scott, interprété par Albert Finney ;
- 1978 : 
  - L’Attentat de la rue Saint-Nicaise, épisode de la série Les Grandes Conjurations de Victor Vicas avec Jean-François Rémi ;
  - La Brebis du pauvre (Das Lamm des Armen) d’Oswald Döpke avec Hans Häckermann ;
  - Un caprice de Bonaparte d’Oswald Döpke avec Hans Häckermann ;
- 1980 : Blanc, Bleu, Rouge de Yannick Andrei, avec Bernard Giraudeau et Anne Canovas
- 1981 : Madame Sans-Gêne d’Abder Isker et Marcelle Tassencourt avec Alain Mottet ;
- 1983 : Celui qui n'avait rien fait : le duc d’Enghien de Marcelle Tassencourt et Jean-Roger Cadet avec Georges Toussaint ;
- 1989 : La Piste (Stopa) d’Antonín Moskalyk avec Martin Ruzek ;
- 1992 : Le Souper de Édouard Molinaro avec Claude Brasseur ;
- 1995 : L’Homme de l’ombre (Muz v pozadí) de Pavel Hása avec Frantisek Nemec ;
- 1996 : Napoleon de Franco Lo Cascio avec Andrea Dioguardi ;
- 2011 : Madame Sans-Gêne de Dominique Thiel et Alain Sachs avec Dominique Pinon ;
- 2013 : Une femme dans la Révolution de Jean-Daniel Verhaeghe avec Quentin Ogier ;
- 2018 : L'Empereur de Paris, incarné par Fabrice Luchini ;
- 2019 : Les Visiteurs 3 : La Terreur de Jean-Marie Poiré, où il est joué par Cyril Lecomte ;

#### Télévision

##### Téléfilm
1972 : Les Fossés de Vincennes de Pierre Cardinal avec André Dumas ;

##### Série
- 1971 : 
  - Les Nouvelles Aventures de Vidocq de Marcel Bluwal avec Robert Party ;
  - Schulmeister, l'espion de l'empereur de Jean-Claude Camredon avec Henri Virlojeux ;
- 1983 : Marianne de Juliette Benzoni et Marion Sarraut avec Stéphane Bouy ;
- 1991 : Napoléon et l'Europe avec Jerzy Kryszak ;
- 2002 : Napoléon, incarné par Gérard Depardieu ;
- 2025 : Carême, joué par Micha Lescot.

### Sources primaires
- 1793 - Réflexions sur le jugement de Louis Capet
- 1793 - Réflexions sur l’éducation publique
- 1793 - Rapport et projet de loi relatif aux collèges
- 1794 - Rapport sur la situation de Communes Affranchies
- 1801 - Lettre aux préfets concernant les prêtres, etc.'
- 1816 - Correspondence du Duc d'Otrante avec le Duc de ***. Première lettre. le Duc de *** = Duke of Wellington
- 1816 - Notice sur le duc d'Otrante : extraite et traduite de l'ouvrage allemand, sous le titre: "Zeitgenossen" c.à.d. "Nos contemporains celèbres", no. III
- 1816 - Fouché de Nantes, sa vie privée
- 1824 - Mémoires de Joseph Fouché, duc d'Otrante, ministre de la police générale
- Joseph Fouché, Mémoires. Présentation de Michel Vovelle, Paris, Imprimerie nationale, coll. « Acteurs de l'Histoire », 1993, 525 p., présentation en ligne, présentation en ligne.
- Ernest d'Hauterive, La Police secrète du Premier Empire. Bulletins quotidiens adressés par Fouché à l'Empereur, t. IV, 1963, présentation en ligne.
- 1998 - Ecrits révolutionnaires. Paris: Paris-Zanzibar  (ISBN 2-911314-10-7)